# Ron Fricke
Ron Fricke är en amerikansk regissör och filmfotograf. Fricke är känd för sina icke-narrativa dokumentärfilmer vilka saknar både repliker och skådespelare. 

## Filmografi
- 1982 - Koyaanisqatsi (filmfotograf)
- 1985 - Chronos (filmfotograf, regissör)
- 1992 - Baraka  (filmfotograf, regissör)
- 2011 - Samsara (filmfotograf, regissör)